# Paralaea tasimata
Paralaea tasimata är en fjärilsart som beskrevs av Achille Guenée 1858. Paralaea tasimata ingår i släktet Paralaea och familjen mätare. Inga underarter finns listade i Catalogue of Life.